# Operation Allied Protector
Die Operation Allied Protector war eine multinationale Marine-Mission der NATO zum Schutz von Handelsschiffen gegen Piratenangriffe am Horn von Afrika. Sie wurde von März bis August 2009 durchgeführt.

## Operationsverlauf
Die NATO führte bereits von Oktober bis Dezember 2008 mit Kräften der Standing NATO Maritime Group 2 die Operation Allied Provider durch, die nach Beginn der EU-Operation Atalanta beendet wurde.
Die Standing NATO Maritime Group 1 (SNMG 1) sollte von März bis Juli 2009 im Rahmen der Operation Pearl diverse Häfen im nördlichen Indischen Ozean und in Südostasien, unter anderem Singapur und Perth in Australien, anlaufen. Zunächst war geplant, im März/April und im Juni temporär beim Kampf gegen die Piraterie zu unterstützen. Auf dem NATO-Gipfel in Straßburg am 3. und 4. April 2009 beschloss der NATO-Rat verstärkt gegen Piraten vorzugehen und hierzu auch die SNMG 1 einzusetzen. Daher wurde der Verband entgegen der ursprünglichen Planung nach einem Hafenbesuch in Karatschi, Pakistan, statt in die südostasiatischen Gewässer, sofort an das Horn von Afrika entsendet.
Die Schiffe der SNMG 1 beteiligten sich ab 24. März 2009 nach Passage des Sueskanals am Schutz der Schifffahrt vor der Küste Afrikas. Am 28. März kam es zu einem ersten Einsatz, als der Bordhubschrauber der USS Halyburton einer unter Beschuss geratenen Yacht unter maledivischer Flagge zur Hilfe kam. Seitdem unterband die SNMG 1 aktiv mehrere Übergriffe, führte Boarding-Operationen durch, unterstützte die jemenitische Küstenwache und eskortierte mehrere Schiffe.
Am 29. Juni 2009 übernahm die SNMG 2 die Aufgaben der SNMG 1, am 17. August 2009 begann die Nachfolge-Operation Ocean Shield.

## Auftrag
Die Operation Allied Protector sollte zur Sicherheit der Schifffahrt am Horn von Afrika beitragen. Rechtsgrundlage waren die Resolutionen des Sicherheitsrats der Vereinten Nationen 1816, 1838, 1846 und 1851.

## Organisation

### Führung
Verantwortlicher NATO-Gefechtsstand war das Allied Maritime Component Command Headquarters Northwood (Vereinigtes Königreich).
Vor Ort wurden die Einsatzkräfte bis Ende Juni 2009 durch den portugiesischen Konteradmiral Jose Pereira da Cunha geführt. Mit der Übernahme durch die SNMG 2 wurde diese Aufgabe durch den britischen Commodore Steve Chick wahrgenommen.

### Beteiligte Kräfte
Es waren folgende Schiffe an der Mission beteiligt:
| Land               | Schiff                     | Bild | Typ      |
| ------------------ | -------------------------- | ---- | -------- |
| Portugal           | Corte-Real (F332)          |      | Fregatte |
| Kanada             | HMCS Winnipeg (FFH 338)    |      | Fregatte |
| Niederlande        | De Zeven Provinciën (F802) |      | Fregatte |
| Spanien            | Blas de Lezo (F103)        |      | Fregatte |
| Vereinigte Staaten | USS Halyburton (FFG-40)    |      | Fregatte |

| Land                   | Schiffe             | Bild | Typ       |
| ---------------------- | ------------------- | ---- | --------- |
| Italien                | Libeccio            |      | Fregatte  |
| Griechenland           | Navarinon (F-461)   |      | Fregatte  |
| Türkei                 | Gediz (F 495)       |      | Fregatte  |
| Vereinigtes Königreich | Cornwall            |      | Fregatte  |
| Vereinigte Staaten     | USS Laboon (DDG-58) |      | Zerstörer |